# Emmanuel Félix de Wimpffen

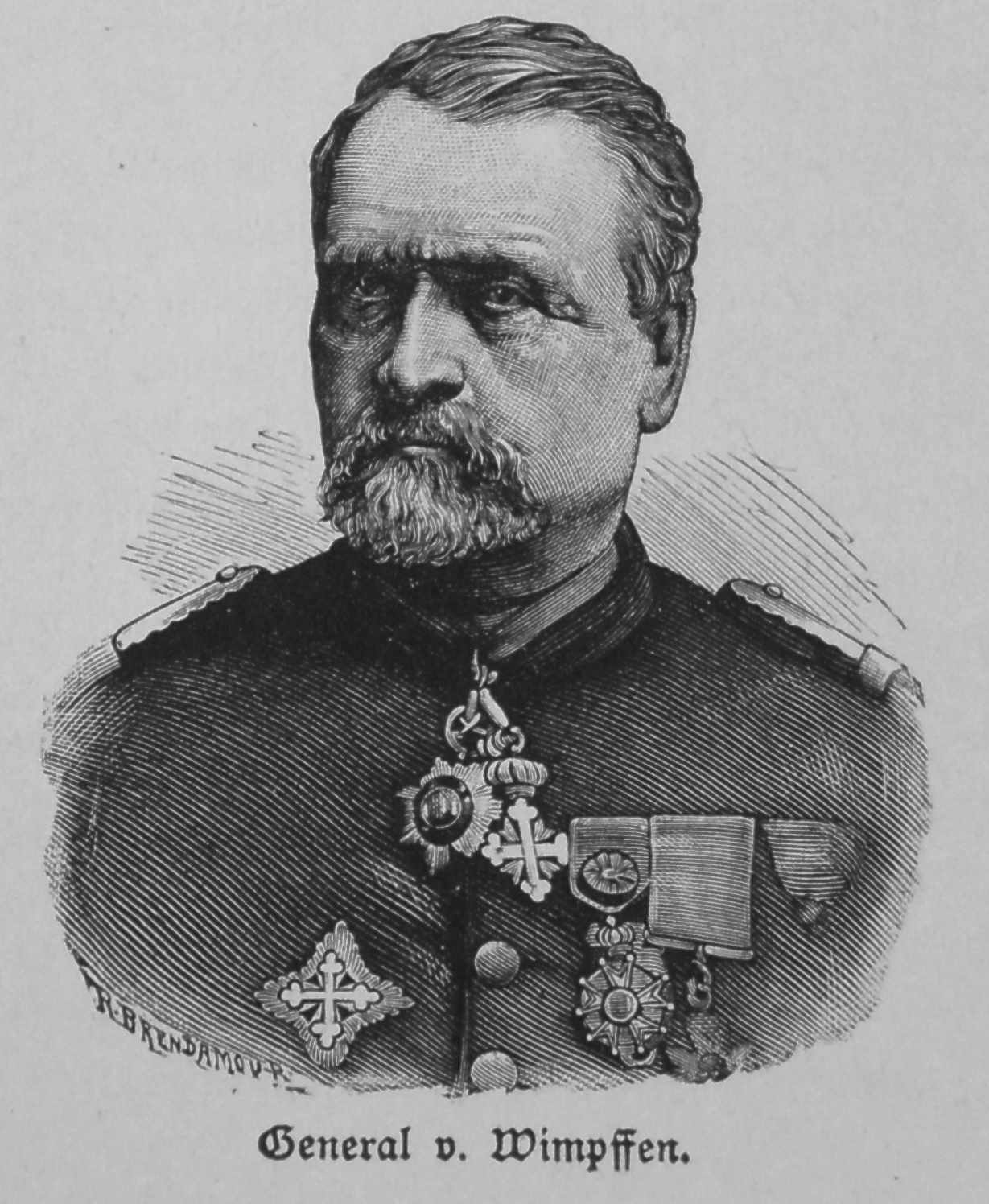
Emmanuel Félix de Wimpffen.

Emmanuel Félix De Wimpffen (Laon, 13 de septiembre de 1811 - París, 26 de febrero de 1884) fue un general francés recordado principalmente por su papel durante la Batalla de Sedán. 

## Carrera militar
Nieto del general francés Georges Félix de Wimpffen, que había servido en la Revolución francesa y con el emperador Napoleón I, cadete de la Escuela Militar Especial de Saint-Cyr, consiguió gran experiencia prestando sus servicios en la Argelia francesa, donde en 1840 fue ascendido a capitán y en 1847 a comandante de batallón.
Se distinguió en la Guerra de Crimea como coronel de un regimiento de tropas argelinas. Su conducta en la carga del Mamelón le supuso alcanzar el grado de general de brigada. De 1856 a 1859 dirigió la brigada de los granaderos de la Guardia imperial. En la campaña de Italia de 1859 (segunda guerra de la independencia italiana) estuvo en la Batalla de Magenta capitaneando la infantería de la Guardia Imperial escoltando a Patrice de Mac-Mahon y, también allí, logró la promoción a general de división. Hasta el final de la guerra estuvo destacado en el denominado cuerpo de desembarco en el Adriático, cerrado por la paz de Villafranca.

## La guerra franco-prusiana
De 1859 a 1870 pasó mucho tiempo en Argelia, como comandante de la división de Orán. Fue reincorporado solo en 1870, después de las primeras derrotas francesas. Al día siguiente de la Batalla de Beaumont fue destinado para sustituir al general comandante del V cuerpo del ejército de Lorena, el general Pierre Louis Charles de Failly, que ya había sido derrotado. Junto a la orden ministerial de su sustitución, De Wimpffen recibió una segunda orden que lo nombraba comandante en caso de ausencia del mariscal Patrice de Mac-Mahon.
La casualidad quiso que Mac-Mahon resultase herido en un bombardeo dos días después de la llegada de Wimpffen a Sedán, en el segundo día de la trágica batalla. A las 6:00 de la mañana Mac-Mahon había cedido el mando al general Auguste-Alexandre Ducrot. Esa misma mañana fue relevado por de Wimpffen, que asumió el mando a las 10:00, y dirigió una serie de desesperados contraataques, sin quedarse ninguno de los destacamentos a su disposición. Asistió a la derrota y negoció con Napoleón III la rendición, entregando finalmente el ejército de Alsacia a los prusianos.

## Últimos días
Al regresar de su reclusión, de Wimpffen dejó el ejército el 20 de abril de 1872 y se retiró a Argelia, para morir en París en 1884. Estos años los pasó defendiendo su conducta en la Batalla de Sedán, con obras como Sedan (1871).